# إيمي شابمان
إيمي شابمان (بالإنجليزية: Amy Chapman)‏ (12 فبراير 1987 بألبوري في أستراليا - ) هي لاعبة كرة قدم أسترالية في مركز الوسط. شاركت مع منتخب أستراليا لكرة القدم للسيدات. أما مع النوادي، فقد لعبت مع كانبيرا يونايتد وBrisbane Roar FC (women) ‏ وLos Angeles Strikers ‏.

## وصلات خارجية
- إيمي شابمان على موقع الاتحاد الدولي (مؤرشف)  (الإنجليزية)
- إيمي شابمان على موقع قاعدة بيانات كرة القدم.إي يو (الإنجليزية)
- إيمي شابمان على موقع Soccerway.com (الإنجليزية)